# Juan Pérez de Zurita
Juan Pérez de Zurita (o Juan Pérez de Zorita) (Cañete de las Torres, 1516 - La Plata, 1584) va ser un militar espanyol que va participar en la conquesta de l'actual territori del Nord-oest argentí a mitjan segle xvi i va ser nomenat com a tinent de governador general de Santiago del Estero, subordinat a la Capitania General de Xile, entre 1558 i 1561.
Es va destacar per haver fundat nombroses ciutats en aquesta regió: Londres de la Nova Anglaterra (1558), Córdoba de Calchaquí (1559), Cañete (1560) i la ciutat de Nieva (1561).

## Biografia

### Origen familiar i joventut
Juan Pérez de Zurita va néixer el 1516 a la localitat de Cañete de las Torres, del Regne de Còrdova, un dels quatre regnes d'Andalusia que formaven part de la llavors Corona d'Espanya. Va ser fill dels hidalgos Alonso Díaz de Zurita (n. Cañete de las Torres, ca. 1486) i d'Inés Fernández de Valdelomar y Córdoba (n. ca. 1496).
El 1536 va iniciar la seva carrera militar. Va prendre part en les guerres d'Itàlia i Algèria, a l'Àfrica, on va estar al comandament d'una companyia. Posteriorment es va unir en matrimoni amb Jerònima de Mena y Saldaña.

### Viatge a la Sud-amèrica española
En 1550 es va embarcar cap a l'Amèrica espanyola amb el seu germà Alonso de Zurita. A l'arribar al Perú va participar en les guerres civils entre els conqueridors del Perú, en les quals va formar part de les campanyes contra Girón. Més tard, el virrei-marquès Andrés Hurtado de Mendoza va nomenar al seu fill García Hurtado de Mendoza com a governador de la Capitania General de Xile i a Zurita com a tinent de governador del Tucumán, per la qual cosa van creuar a territori xilè amb tropes del nou governador, el 1557.

### Tinent de governador general de Santiago del Estero
Aquest mateix any, el nou governador García Hurtado de Mendoza va ordenar a Zurita dur a la banda oriental de la serralada dels Andes, al territori tucumà, a 100 dels seus millors soldats i alguns sacerdots. A més el va nomenar Tinent General i Justícia Major de Santiago del Estero, que estava llavors subordinada a la Capitania General de Xile.
Per cobrir les despeses d'aquest viatge, Hurtado de Mendoza va ordenar al tresor reial que li lliurès 3200 pesos d'or. Però durant el judici de residència que se li efectuarà posteriorment al governador, aquest va argumentar que Zurita havia tret indegudament aquesta suma de diners de les caixes reials.
Va arribar a Santiago del Estero al maig de 1558 i va imposar la calma a la ciutat i entre els indígenes. Va ser rebut favorablement per tots. Pérez de Zurita, d'altra banda, estava animat d'un esperit aliè als odis i rivalitats del major nombre dels capitans, i va arribar resolt a fer justícia per a tots, a corregir els abusos i a consumar la submissió dels indígenes.
La seva administració va ser correcta, es va fer fama de governant considerat i emprenedor, i respectat pels naturals. Es el coneixia com el «fundador de ciutats». Va tractar bé als aborígens i els va mantenir submisos. Va organitzar el comerç del Tucumán amb Potosí. D'aquesta vila es rebien roba fina, bestiar, llavors i plantes, i a canvi s'enviava des de Santiago del Estero cera, mel, carmí i teixits de cotó. Després pacificar als indígenes, Pérez de Zurita va poder fundar tres ciutats.

#### Canvi de nom efímer a Nova Anglaterra
El 25 de juliol de 1554 es va celebrar a Londres, capital del Regne d'Anglaterra, el casament arreglat entre el llavors príncep Felip II d'Espanya amb María Tudor, la princesa anglesa. Amb aquest matrimoni, Felipe es va convertir en rei consort d'Anglaterra, i fins i tot els fills del matrimoni podrien ser reis d'aquest país.
Per satisfer el Rei, el governador Pérez de Zurita va resoldre (en honor de Maria Tudor) canviar el nom a la província del Tucumán, Juríes i Diaguites pel de Nova Anglaterra. En la mateixa línia de pensament, va resoldre també que la propera ciutat que es fundés en aquesta governació es denominés Londres, el que passaria més tard.
La primerenca mort de María Tudor sense descendència va trencar els vincles dinàstics entre els dos regnes, i Gregorio de Castañeda, com a successor en la tinença de govern, va deixar sense efecte el nou nom de la província. El canvi de nom es va deure, a més, al fet que la reina Isabel, successora de Maria Tudor, va promoure els atacs de corsaris anglesos a les naus espanyoles i a les seves colònies a Amèrica, iniciant una política d'enemistat permanent amb Espanya que duraria gairebé tres segles.
No obstant això, la ciutat de Londres va conservar el seu nom a través de les seves successives refundacions, fins a la seva definitiva transformació a San Fernando de la Valle de Catamarca. Després de la fundació d'aquesta última, el paratge on havia estat Londres va conservar aquest nom (que actualment és la localitat propera a la ciutat de Belén).

#### Fundació de ciutats

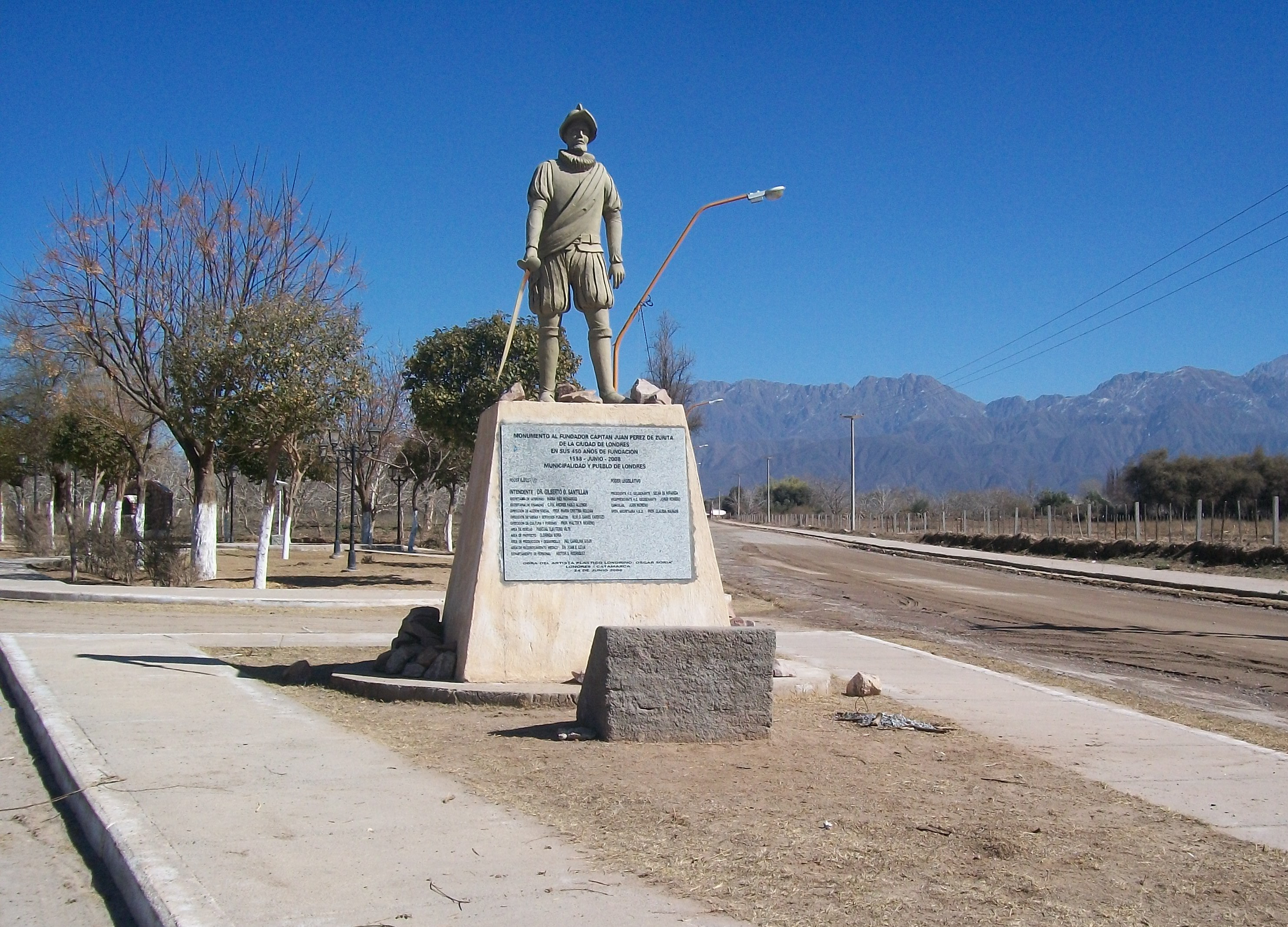
Monument a Juan Pérez de Zurita a l'accés a Londres (Catamarca)

El 24 de juny de 1558, el tinent de governador Juan Pérez de Zurita va fundar la ciutat de Londres de la Nova Anglaterra, a la vall de Quimivil (actual departament Belén, província de Catamarca). Aquest assentament va ser traslladat el 1562, però el lloc va ser repoblat en 1612. Després va tornar a traslladar-se originant l'actual San Fernando del Valle de Catamarca. Posteriorment aquest lloc tornaria a repoblar-se un cop més, sent la localitat de Londres que encara avui persisteix.
El 1559 va fundar la ciutat de Córdoba de Calchaquí a les valls calchaquís, a 40 llegües de Londres, però va ser destruïda el 1562.
El 1560 va fundar la ciutat de Cañete en el mateix lloc on Juan Núñez de Prado havia fundat la seva primera ciutat de El Barco, de 1550 a 1551 (que va ser el primer emplaçament de l'actual Santiago del Estero) però també va durar fins al 1562.
Per a aquestes tres ciutats, el governant havia triat llocs estratègics, el que demostra el seu talent per a això.:
- Londres (a la zona de l'actual Belén) i venint des del Paso de San Francisco, estava en el camí entre Xile i Santiago del Estero, i podia auxiliar a Cañete i a Córdoba en cas d'atacs.
- Córdoba de Calchaquí estava situada en el camí de Santiago del Estero a Charcas i Lima, enclavada al cor de la vall, que serviria per pacificar als bel·licosos indígenes de la zona i hauria estat de punt de suport a les futures fundacions de les ciutats de Salta i Jujuy.
- Cañete, per la seva banda, estava situada on es trobava la ciutat d'El Barco, i servia d'avançada per protegir les caravanes i expedicions que passessin per les valls calchaquíes cap a Santiago del Estero.

Les tres ciutats esmentades constituïen un sistema de fortificació triangular, de defensa mútua, com també de Santiago del Estero. Això demostra la perícia militar de Zurita, tot i que no va poder col·locar més de 20 soldats en cadascuna d'aquestes ciutats.
Per aquest últim motiu, Francisco de Aguirre el va criticar, afirmant que els diaguites es van rebel·lar pel seu mal govern, que per haver fet molts pobles havent poca gent espanyola, els indígenes es van atrevir a alçar-se i van matar molts d'ells. En certa oportunitat es van revoltar uns 6000 indígenes i mitjançant un atac amb 50 genets, Pérez de Zurita va poder dispersar-los.
A la riba septentrional del riu Chico (o Xibi Xibi), situat a sud del riu Grande, Pérez de Zurita va fundar la ciutat de Nieva el 20 d'agost de 1561 (en honor del virrei-comte de Nieva Diego López de Zúñiga i Velasco). Aquesta seria la primera Jujuy, que va ser traslladada el 1562 i finalment destruïda pels aborígens el 1563. Posteriorment en l'aiguabarreig dels rius Grande i Xibi Xibi, Pedro Ortiz de Zárate, un poblador de la desapareguda Nieva, va fundar el 13 octubre 1575 el llogaret de San Francisco de Álava (la segona Jujuy), anomenant-la així en honor de la seva província natal homònima. Aquest assentament va ser destruit set mesos més tard per un incendi.
Actualment en el lloc on va fundar Zurita la ciutat, es troba el barri Ciudad de Nievade la ciutat de San Salvador de Jujuy (la qual seria fundada el 19 d'abril de 1593 pel conqueridor Francisco de Argañarás i Murguía, primer tinent de governador de Jujuy de 1594 a 1596).
Sota la tinença de govern de Castañeda, els aborígens de les valls es van aixecar al comandament del cacic Juan Calchaquí, i a l'octubre de 1562, Cañete i Londres van ser despoblades, després va passar el mateix amb Córdoba de Calchaquí el 22 de novembre del mateix any, i finalment, la ciutat de Nieva va ser traslladada en aquest any i abandonada a mitjans del 1563, quedant així destruïdes aquestes localitats.

#### Altres mesures de govern
Pérez de Zurita va repetir el que altres governants van fer: treure els repartiments d'aborígens que Aguirre havia concedit als seus capitans, per després lliurar-los als seus amics, reservant una comanda per a ell. En una presentació adreçada a rei el 1577, datada a Cusco, Pérez de Zurita li manifestava que:
| « | Vaig anar a conquerir, pacificar i poblar les províncies del Tucumán, Juríes i Diaguitas, i que cal tenir en pau i justícia la ciutat de Santiago del Estero que per un altre nom es deia El Barco. | » |

Quan García Hurtado de Mendoza s'anava a retirar del càrrec de governador de Xile i advertint Pérez de Zurita que aquesta circumstància li faria finalitzar els seus títols, va sol·licitar al virrei de Perú Andrés Hurtado de Mendoza que se'ls revalidés, petició que va accedir i el va confirmar en el càrrec de Justícia Major del Tucumán el 1560.
El 1561, quan va transcendir que a Xile havien remogut del càrrec el governador García Hurtado de Mendoza, els habitants de Londres es van revoltar en contra de Pérez de Zurita, pretenent reemplaçar-lo per Francisco de Aguirre, de manera que Pérez de Zurita va reprimir severament la rebel·lió i va manar penjar als seus dos caps, un d'ells Rodrigo de Aguirre, nebot del conqueridor.
Abans havia sufocat i castigat amb severitat a Juan de Berzocana, tinent de Santiago del Estero. El nou governador estava enemistat amb Francisco de Aguirre i tenia com els seus aliats a Diego de Heredia i Juan de Berzocana, qui més tard prendrien el Cabildo després de la detenció d'Aguirre el 1566.
Temps després, a l'assumir a Xile el nou governador Pedro de Villagra, aquest va manar a capturar a Zurita desconeixent el nomenament virreinal, ja que segons el seu criteri a l'ésser un territori subordinat hauria de ser nomenat per una autoritat xilena. D'aquesta manera, Zurita va ser enviat de tornada a la banda occidental de la serralada i va ser substituït per Gregorio de Castañeda en el càrrec de tinent de governador general de Santiago del Estero. Castañeda el va privar de les comandes d'indígenes que posseïa i les va atorgar a Francisco Godoy, el gendre d'Aguirre.

### Corregidor interí de La Paz
El 1564 va prestar a Xile importants serveis en la guerra contra els araucans, i Pedro de Villagra el va ascendir a maestre de camp general. El 1565, el governador Rodrigo de Quiroga li va encarregar que explorés fins a l'Estret de Magallanes.
Posteriorment, el virrei Francisco de Toledo el va designar corregidor interí de La Paz al març de 1569, i a l'arribar al territori es va trobar amb conteses armades que no va poder sufocar. Al poc temps, la Reial Audiència de Charcas el va retirar del corregiment.

### Governador de la província de Santa Cruz de la Sierra
Per provisió virreinal, Perez de Zurita va ser nomenat el 2 de novembre de 1571 com a governador de Santa Cruz de la Sierra, amb la missió de refundar dues ciutats destruïdes pels chiriguanos i castigar aquests últims. Recentment va arribar a destí per ocupar el càrrec, amb la seva dona, a principis de 1572, però la política aplicada al territori durant un any el va enemistar amb els de Santa Cruz, que el van destituir a principis de 1573.
Seguiria nominalment en el lloc representat pels alcaldes ordinaris de primer i segon vot: Antonio de Sanabria i Juan Vázquez de Barrade, fins que el virrei Francisco de Toledo va ordenar el seu retorn al lloc, fet que va ser concretat al juliol de 1575. Davant l'arribada del nou governador Lorenzo Suárez de Figueroa, se li va fer una rebuda solemne per part dels mateixos alcaldes el 3 de juliol de 1581.

### Corregidor de Tarija
A finals de 1581, va ser designat en el càrrec de corregidor de Tarija a la nominal província de Charcas, en reemplaçament de Luis de Fuentes y Vargas (primer en el càrrec, fundador de la ciutat de Tarija i al qual li van fer un judici de residència), i se li va assignar una bona comanda d'aborígens.

### La seva mort
En els seus últims anys, Juan Pérez de Zurita va residir a La Plata del corregiment de Potosí, a Charcas, i molt probablement va morir allí després de 1585.